# وقيت باش تقيد
وقيت باش تقيد(باللهجة التونسية تعني: حان الوقت للتسجيل) هو اسم إعلان مشهور للمشاركة في انتخابات المجلس الوطني التأسيسي التونسي أطلقتها الهيئة العليا المستقلة للانتخابات بعد الثورة التونسية.و تنتشر المكاتب للتسجيل في جميع التراب التونسي حيث توجد المكاتب في المعتمديات والولايات والقنصليات والسفارات في الخارج: فرنسا، إيطاليا، ألمانيا، كندا ودول الخليج والمغرب العربي.
وِكالـتا الإشهار اللتان إقترحتا وتكفّلتا بهذا الإعلان هما وكالة "بانوراما" تونس ووكالة «سرفيسد». 

## الموقع الإلكتروني
- الموقع الرسمي